# Alex Toth
Alexander Toth, född 25 juni 1928, död 27 maj 2006, var en amerikansk serieskapare. Han var aktiv från 1940- till 1980-talet.
Toth tecknade inledningsvis inom den nordamerikanska serietidningsindustrin, men han blev också känd för sina animationsarbeten för Hanna-Barbera under 1960- och 1970-talet. Han har tecknat serier som Johnny Thunder, Batman, Space Ghost och Jonny Quest.
1990 valdes han in i serietidningsindustrins Jack Kirby Hall of Fame.

## Biografi

### Tidiga år
Toths talang upptäcktes tidigt, när en lärare i hans junior high school-klass uppmanade honom att ägna bli något konstnärligt. Han började på School of Industrial Art. Han studerad illustration och fick sin första illustration såld som 15-åring. Därefter började han teckna på allvar och kom att illustrera berättelser för tidningen Heroic. Till en början siktade Toth på att teckna serier för dagspressen ("Jag drömde att få göra vad Caniff, Raymond och Foster hade gjort."), men han fann att den industrin höll på att "dö" och ägnade istället sitt intresse för serietidningsbranschen.

### Den tidiga karriären
Efter att 1947 ha tagit examen på School of Industrial Art, fick han anställning hos National/DC Comics. Gröna Lyktan #28 (okt/nov 1947) var en av de första serierna han tecknade för bolaget. Han tecknade serierna i fyra nummer av All Star Comics. I nummer 30 samma år introducerades seriehunden Streak som visade si vara så populär att den snart blev återkommande omslagsfigur.
Toth arbetade för DC under fem års tid och tecknade bland annat Golden Age-versioner av Flash och Atom. Vid sidan av superhjälteserierna tecknade Toth också västernserier för DC, inklusive All-Star Wester. Han sattes i den tidningen att teckna Johnny Thunder, eftersom redaktören ansåg Toth vara den bästa tecknaren som han hade till sitt förfogande. 1952 skapade Toth och manusförfattaren Robert Kanigher Rex the Wonder Dog tillsammans.
Ett kort tag under 1950 arbetade Toth även för dagspressen, som spöktecknare på Casey Ruggles tillsammans med Warren Tufts. 1952 tog Toths kontrakt med DC Comics slut, och han flyttade till Kalifornien. Under den följande tiden kom han att arbeta med polis-, krigs- och romantikserier för Standard Comics. 1954 blev han inkallad till militärtjänst och stationerad i Tokyo. Under sin tjänstgöring i Japan skrev och tecknade han varje vecka sin egen äventyrsserie – Jon Fury – för militärbasens tidning Depot Diary.

### Animation och senare karriär
När Toth 1956 återvände till USA, slog han sig ned i Los Angeles-området, där han fram till 1960 i första hand tecknade för Dell Comics. Det året blev han art direcor för den animerade science fiction-serien Space Angel. Detta ledde i sin tur till att han fick uppdrag för Hanna-Barbera, där han kom att skapa filmfiguren Space Ghost. Andra av hans produktioner inkluderade The Herculoids, Birdman and the Galaxy Trio, och Dino Boy in the Lost Valley. Han arbetade som bildmanus-tecknare och formgivare fram till 1968 och återigen 1973 när han under fem månaders tid var i Australien för att producera TV-serien Super Friends.
Toth fortsatte att arbeta inom serietidningsbranschen och producerade teckningar för Warren Publishing-tidningar som Eerie, Creepy och The Rook. Våren 1969 tecknade han för det första numret av DC-tidningen The Witching Hour och introducerade seriens tre häxor.
Toth bidrog med illustrationer till serietidningen efter den animerade TV-serien Hot Wheels. Hans samarbete med författaren Bob Haney på de fyrsidiga serieepisoden "Dirty Job" i tidningen Our Army at War #241 (februari 1972) väckte stor uppmärksamhet.
Toth arbetade även ihop med Archie Goodwin på berättelsen "Burma Sky" i tidningen Our Fighting Forces #146 (1973/1974). Duon producerade under 1974 en Batman-historia för tidningen Detective Comics.
Toths sista produktion för DC var omslaget till Batman Black and White #4 (september 1996).

### Död
Toth avled 27 maj 2006 vid sitt ritbord, efter en hjärtattack. Hans aska ströddes i Stilla havet.

## Eftermäle
Toth gjorde det mesta av sitt seriearbete utanför den vanliga superhjältegenren och koncentrerade sig på ämnen som biltävlingar, romantik, skräck och äventyrshistorier. Hans arbeten för Disneys Zorro har återtryckts vid ett flertal tillfällen.
Journalisten Tom Spurgeon skrev att Toth besatt "en närmast transcendent förståelse av konstens kraft som en visuell komponent i berättelsen" och kallade honom för "en av endast en handfull personer som på allvar kan diskuteras när man ska välja ut Den störste serietidningstecknaren genom alla tider".
Toth var känd för sitt uttömmande studerande av andra tecknare och sin analys av seriekonsten från förr och nu. I en intervju 2001 kritiserade han trenden med helt målade (istället för tecknade) serier och sa "Det kunde vara serier om de bara visste hur man också berättade en historia! Visste vad berättarrytm var och inte bara slängde ihop en massa snygga bilder på en eller flera sidor och kallade det för en berättelse! För det är det inte!"

## Utmärkelser
- 1981 – Inkpot Award from the San Diego Comic Con[25]
- 1990 – Invald i serietidningsindustrins Jack Kirby Hall of Fame[26]

## Seriebiografi (urval)
- 1947–52 – DC Comics/National: teckningar för Dale Evans, Danger Trail, Flash, Dr. Midnite, tidningen Girls' Romances med flera.
- United Feature Syndicate: assistent till Warren Tufts på serien Casey Ruggles.
- 1951–52 – EC Comics: teckningar för tidningarna Frontline Combat och Two-Fisted Tales
- 1952–54 – Standard Comics: teckningar för tidningarna Adventures into Darkness, Date with Danger, Fantastic Worlds, Joe Yank, New Romances med flera.
- 1952–54 – Lev Gleason Publications: teckningar för tidningen Buster Crabbe.
- 1956–68 – Western Publishing: teckningar för serierna Roy Rogers, Zorro, Maverick och andra baserade på TV-serier och filmer.
- 1962–74 och 1982–83 – DC: teckningar för tidningarna Batman House of Mystery, Our Army at War, Super Friends, Superman, Young Love med flera samt på serien Gröna Lyktan.
- 1964–66 och 1968–76 – Warren Publishing: teckningar för tidningarna Creepy, Eerie med flera.
- 1983 – Archie Comics: teckningar för serien The Fox.

## Källhänvisningar
Den här artikeln är helt eller delvis baserad på material från engelskspråkiga Wikipedia, 30 november 2014.

 Artikeln var, i den version den hade den 30 november 2014, helt eller delvis hämtad från Seriewikin (hos Seriefrämjandet): Alex Toth
1. ↑  Salisbury, Mark (2000). Artists on Comic Art. Titan Books. sid. 11. ISBN 1-84023-186-6
2. 1 2 3  ”Alex Toth” (på engelska). Alex Toth. Lambiek Comiclopedia. June 14, 2012. Arkiverad från originalet den 5 juni 2014. https://web.archive.org/web/20140605095927/http://www.lambiek.net/artists/t/toth_a.htm.
3. ↑  Hevesi, Dennis (June 6, 2006). ”Alex Toth, 77, Comic Book Artist and Space Ghost Animator, Dies” (på engelska). Alex Toth, 77, Comic Book Artist and Space Ghost Animator, Dies. The New York Times. Arkiverad från originalet den 20 juni 2014. https://www.webcitation.org/6QSbQqhNx?url=http://www.nytimes.com/2006/06/06/arts/design/06toth.html?_r=1.
4. 1 2  ”A Talk With Alex Toth” (på engelska). Comic Book Artist (TwoMorrows Publishing) (11). January 2001. Arkiverad från originalet den 30 mars 2014. https://web.archive.org/web/20140330234359/http://www.twomorrows.com/comicbookartist/articles/11toth.html.
5. ↑  Wallace, Daniel; Dolan, Hannah, ed. (2010). ”1940s” (på engelska). DC Comics Year By Year A Visual Chronicle. Dorling Kindersley. sid. 56. ISBN 978-0-7566-6742-9.  ”This issue featured some of the earliest work by talented young artist Alex Toth... Alongside other newcomers such as Joe Kubert and Carmine Infantino, Toth helped bring a fresh look to the pages of DC.”
6. ↑  Thomas, Roy (2000). ”"The Men (and One Woman) Behind the JSA: Its Creation and Creative Personnel” (på engelska). All-Star Companion Volume 1. TwoMorrows Publishing. sid. 34. ISBN 1-893905-055
7. ↑  Wallace "1940s" in Dolan, p. 59: "The debut of Streak the Wonder Dog in a story by writer Robert Kanigher and artist Alex Toth wasn't a good sign for Green Lantern...Streak took over the cover of issue #34 in September, but he couldn't save his master's series from cancelation the following year."
8. 1 2  "Alex Toth"-sökning. Comics.org. Läst 30 november 2014. (engelska)
9. ↑  Irvine, Alex "1950s" in Dolan, p. 66: "With work by artists Gil Kane, Carmine Infantino, and Alex Toth, and writer Robert Kanigher, among others, All-Star Western would run for ten years as a bimonthly title."
10. ↑  Daniels, Les (1995). ”Go West - Cowboys Conquer Comic Books” (på engelska). DC Comics: Sixty Years of the World's Favorite Comic Book Heroes. Bulfinch Press. sid. 99. ISBN 0821220764
11. ↑  Irvine "1950s" in Dolan, p. 68: "Rex the Wonder Dog leaped into comics with his own bimonthly series...written by Robert Kanigher and [drawn by] Alex Toth."
12. ↑  Markstein, Don (2010). ”Casey Ruggles” (på engelska). Casey Ruggles. Don Markstein's Toonopedia. Arkiverad från originalet den 20 juni 2014. https://www.webcitation.org/6QSXn7CpO?url=http://www.toonopedia.com/ruggles.htm.
13. ↑  Markstein, Don (2006). ”Space Ghost” (på engelska). Space Ghost. Don Markstein's Toonopedia. Arkiverad från originalet den juni 20, 2014. https://www.webcitation.org/6QSe5RUQz?url=http://www.toonopedia.com/spacegh.htm.  ”Space Ghost endured and is still popular today. In large part, this is due to the artistic input of comic book veteran Alex Toth...who, on staff with Hanna-Barbera as a designer and idea man, is generally credited with having created Space Ghost.”
14. ↑  Markstein, Don (2007). ”The Herculoids” (på engelska). The Herculoids. Don Markstein's Toonopedia. Arkiverad från originalet den 20 juni 2014. https://www.webcitation.org/6QSenImbY?url=http://www.toonopedia.com/hercloid.htm.  ”Like the majority of Hanna-Barbera's late '60s adventure characters...The Herculoids were created by designer Alex Toth.”
15. ↑  Markstein, Don (2008). ”Birdman” (på engelska). Birdman. Don Markstein's Toonopedia. Arkiverad från originalet den 20 juni 2014. https://www.webcitation.org/6QSfTKge8?url=http://www.toonopedia.com/birdman.htm.
16. ↑  Markstein, Don (2010). ”Dino Boy in the Lost Valley” (på engelska). Dino Boy in the Lost Valley. Don Markstein's Toonopedia. Arkiverad från originalet den 20 juni 2014. https://www.webcitation.org/6QSfDhfmn?url=http://www.toonopedia.com/dinoboy.htm.
17. ↑  McAvennie, Michael "1960s" in Dolan, p. 132: "For the first issue, writer/artist Alex Toth provided a framing sequence...that introduced readers to cronish Mordred, motherly Mildred, and beautiful maiden Cynthia."
18. ↑  McAvennie "1970s" in Dolan, p. 138: "Toth's aerodynamic storytelling fueled a series that took licensed tie-ins in a bold new direction."
19. ↑  Levitz, Paul (2010). ”The Bronze Age 1970-1984”. 75 Years of DC Comics The Art of Modern Mythmaking. Taschen America. sid. 540. ISBN 9783836519816.  ”It was undeniable, however, that the audacity of depicting the Prince of Peace's crucifixion in Our Army at War was attention getting. This story, arguably veteran writer Haney's most prestigious work, enriched by the magnificent [Alex] Toth art, was certainly that.”
20. ↑  Reed, Bill (22 maj 2007). ”365 Reasons to Love Comics #142”. Comic Book Resources. Arkiverad från originalet den 2 oktober 2012. https://web.archive.org/web/20121002064027/http://goodcomics.comicbookresources.com/2007/05/22/365-reasons-to-love-comics-142/. Läst 6 april 2012.
21. ↑  Cooke, Jon B. (Spring 1998). ”Archie's Comics - Archie Goodwin talks about DC in his last interview”. Comic Book Artist (TwoMorrows Publishing) (1). Arkiverad från originalet den 7 mars 2012. https://web.archive.org/web/20120307162234/http://twomorrows.com/comicbookartist/articles/01goodwin.html.  ”He had always wanted to do a Batman story.”.
22. ↑  Levitz "The Dark Age 1984-1998" p. 574: "Only fate understood the juxtaposition of having the first cover [to the series] be Jim Lee's debut as a DC contributor and the last be Alex Toth's final contribution, placing the star artist of DC's next decades against the artist's artist of its Golden and Silver ages."
23. ↑  ”Comic artist Alex Toth dies at 77”. Comic artist Alex Toth dies at 77. BBC News. June 5, 2006. Arkiverad från originalet den 4 november 2012. https://web.archive.org/web/20121104094455/http://news.bbc.co.uk/2/hi/entertainment/5047556.stm.
24. ↑  Spurgeon, Tom (May 28, 2006). ”Alex Toth, 1928-2006” (på engelska). Alex Toth, 1928-2006. The Comics Reporter. Arkiverad från originalet den 30 mars 2014. https://web.archive.org/web/20140330224756/http://www.comicsreporter.com/index.php/cr_sunday_magazine052806/.
25. ↑  ”Inkpot Award Winners” (på engelska). Inkpot Award Winners. Comic Book Awards Almanac. Arkiverad från originalet den 9 juli 2012. https://web.archive.org/web/20120709055558/http://www.hahnlibrary.net/comics/awards/inkpot.php.
26. ↑  ”1990 Harvey Awards” (på engelska). Harvey Awards. 2013. Arkiverad från originalet den 8 november 2013. https://web.archive.org/web/20131108104046/http://www.harveyawards.org/previous-awards-nominees/1990-harvey-awards/. Läst 30 november 2014.